# SEAT Tarraco
El SEAT Tarraco es un automóvil todocamino del segmento D que la marca española SEAT comercializa desde finales de 2018 hasta julio de 2024 cuando SEAT anuncio el cesó de producción. Es el tercer SUV de la marca, junto con los SEAT Arona y SEAT Ateca de los segmentos B y C respectivamente. Su nombre proviene de la antigua ciudad romana de Tarraco, actual Tarragona.

## Historia

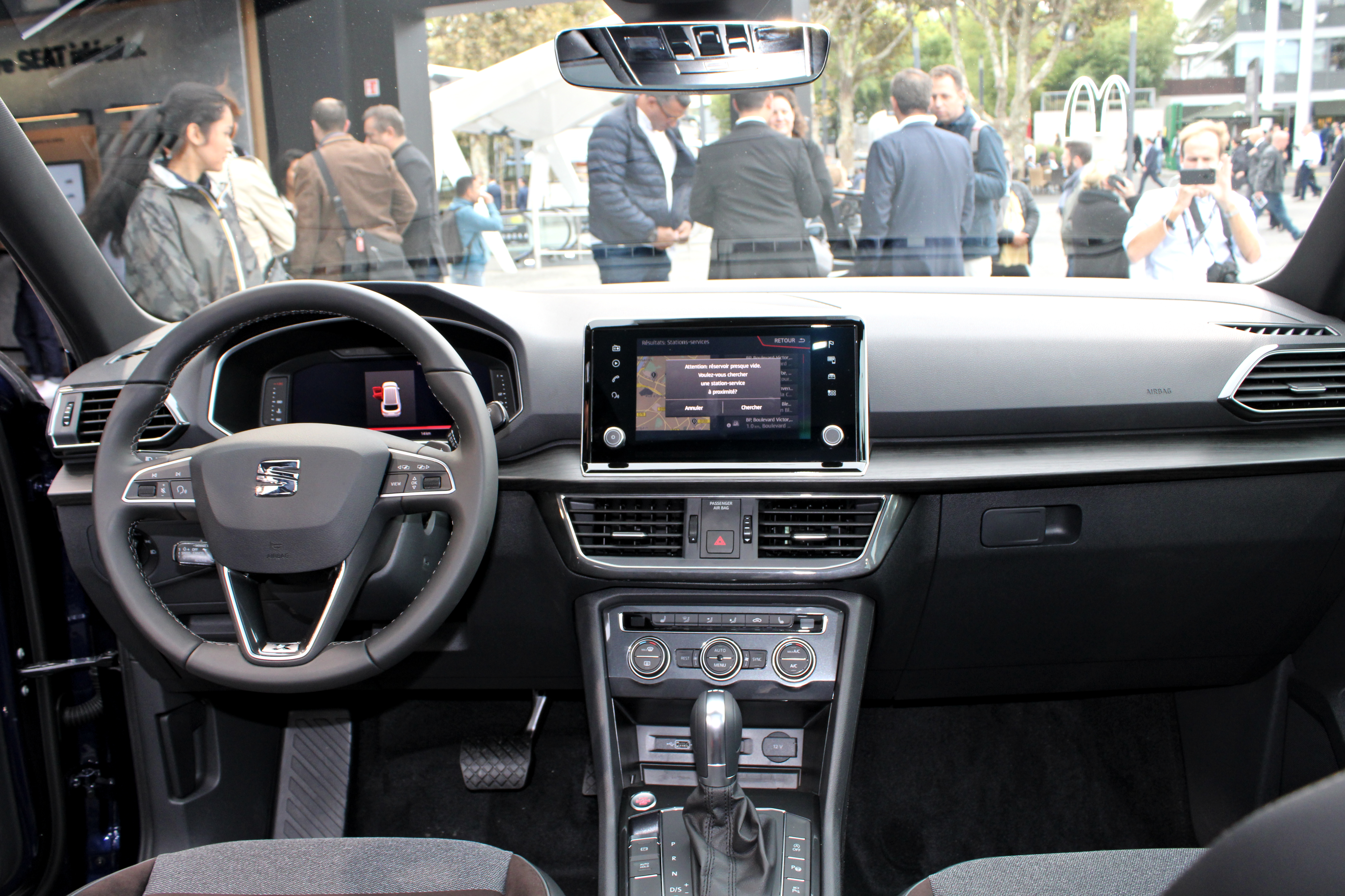
Interior del SEAT Tarraco

### Proyecto
En febrero de 2018, SEAT da a conocer el nombre Tarraco como el elegido para su nuevo SUV de 7 plazas. SEAT por primera vez en su historia, deja que el nombre de uno de sus modelos sea elegido entre la gente; la iniciativa comenzó en 2017, cuando la marca anunció que en 2018 se ampliaría la gama con un nuevo modelo en la categoría de los SUV grandes de 7 plazas, por lo que decide que esta vez el nombre sea elegido entre los usuarios mediante votaciones. 
Esta iniciativa se realiza en tres fases; en la primera votación SEAT dio a elegir la proposición de un nombre, y como requisito este nuevo nombre tenía que estar relacionado con topónimos de la geografía española, y con un máximo de 3 sílabas; por su parte SEAT valora cada una de las propuestas, teniendo en cuenta aparte de los requisitos la pronunciación en todos los idiomas, tanto a nivel de dificultad en la vocalización como en posible doble significado.  Finalmente entre todas las propuestas, SEAT eligió 9 opciones para la próxima votación que eran Abrera, Alborán, Arán, Aranda, Ávila, Donosti, Tarifa, Tarraco y Teide, siendo los 4 finalistas elegidos: Ávila, Aranda, Alborán y Tarraco, resultando este último el escogido.

### Presentación y diseño
El Tarraco se presenta oficialmente el 18 de septiembre de 2018, aunque su comercialización no llegaría hasta finales de año, empezando a entregar las primeras unidades en el mes de enero de 2019. Está desarrollado bajo la plataforma MQB A+ que comparte con los modelos del grupo Volkswagen del mismo segmento con motor transversal; el Škoda Kodiaq y el Volkswagen Tiguan Allspace (Tiguan LWB o Tituan L en algunos mercados) compartiendo con este último gran parte de la panelería y factoría en la histórica planta de Wolfsburgo (Alemania).
El SEAT Tarraco es el segundo modelo de la marca en ofrecer 7 plazas, pues el SEAT Alhambra, era el único modelo de SEAT en ofrecer dos plazas opcionales, aunque en un sector diferente; el de los monovolúmenes grandes. El interior del Tarraco es espacioso, su capacidad de maletero es de 1920 L aunque si se utilizan los dos asientos opciones se reduce a 750 L. Por otro lado estrena un nuevo lenguaje de diseño en SEAT, resaltando el frontal con una gran parrilla delantera y nuevas ópticas, y el retomar una apuesta estética ya usada por Giugiaro para SEAT a comienzo de los 90; la unificación de los faros traseros tipo teléfono, siendo influenciable hacia el resto de los modelos de la marca de aquí en adelante.

### Motorizaciones
El Tarraco cuenta con 2 motorizaciones de gasolina : un 1.5 TSI con 150 CV y un 2.0 TSI con 190 CV. Por otro lado está prevista una motorización TGi para más adelante, mientras que las motorizaciones diésel son el 2.0 TDI con 150 y 184 CV. 

### Acabados
El SEAT Tarraco dispone actualmente 3 niveles de acabado, habituales en la gama SEAT, siendo la incorporación del acabado FR para más adelante ( 2020 ) .
- Reference: Versión básica del modelo.

- Style: Versión media de la gama.

- Xcellence : Versión alta de gama.

- FR : Versión deportiva.

- Xperience : Version alta de gama, en reemplazo de la gama Xcellence que deja de comercializarse en 2022.

### Prototipo

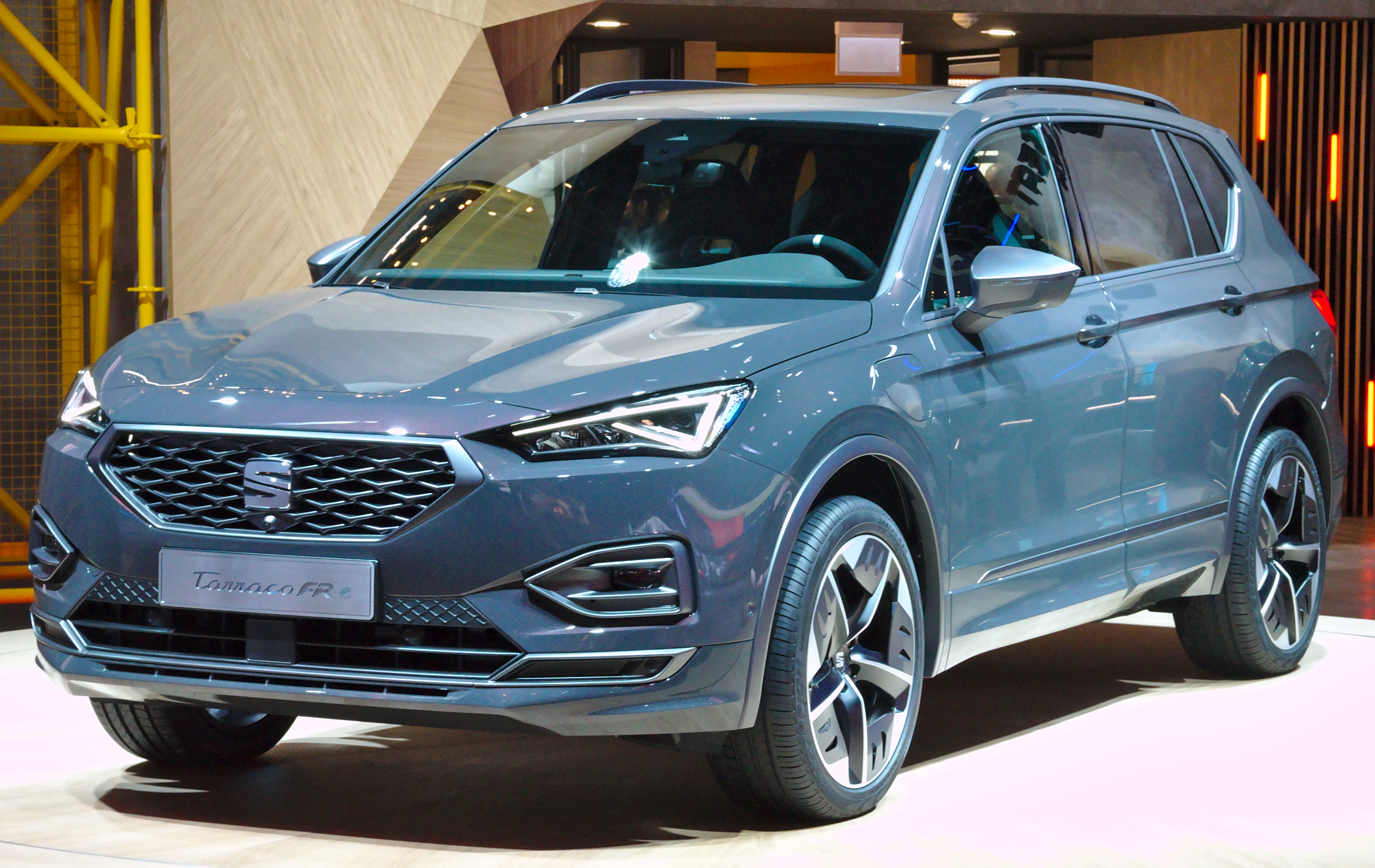
SEAT Tarraco FR PHEV

- SEAT Tarraco FR PHEV

### Seguridad
El SEAT Tarraco en su prueba de choque de la EuroNCAP dio estos resultados :
| Calificación total: | 5/5 estrellas |
| Ocupantes adultos:  | 97%           |
| Ocupantes infantil: | 84%           |
| Peatones:           | 79%           |
| Safety Assit:       | 79%           |